# استایل (مجموعه تلویزیونی)
استایل (به کره‌ای: 스타일; انگلیسی: Style) یک مجموعه تلویزیونی محصول کره جنوبی سال ۲۰۰۹ با بازی کیم هه سو، لی جی آه، ریو شی وون و لی یونگ وو است. این مجموعه از ۱ اوت تا ۲۰ سپتامبر ۲۰۰۹، روزهای شنبه و یکشنبه ساعت ۲۱:۴۵ (کی‌اس‌تی) از اس‌بی‌اس پخش شد. این مجموعه بر پایه رمان ادبیات زنانه با همین نام اثر گزارشگر فشن سابق، بک یونگ اوک است. استایل داستان یک مجله مد تخیلی را به تصویر می‌کشد.

## بازیگران

### اصلی
- کیم هه سو در نقش پارک کی جا
- لی جی آه در نقش لی سو جونگ
- ریو شی وون در نقش سو وو جین
- لی یونگ وو در نقش کیم مین جون

### مکمل
- نا یونگ هی در نقش سون میونگ هی
- چوی گوک هی در نقش کیم جی وون
- شین جونگ گون در نقش سو بیونگ شیک
- هان چه آه در نقش چا جی سون
- پارک هی جین در نقش یون جونگ هوا
- هان سونگ هون در نقش کواک جه سوک
- هوانگ هیو اون در نقش لی این‌جا
- کیم هاک جین در نقش شیم گیون
- پارک جی ایل در نقش وانگ می هه
- اوه کیونگ جین در نقش آن جین شیل
- پارک جی ایل در نقش لی سوک چانگ
- کیم شی هیانگ در نقش هوانگ‌بو کام جو
- هونگ جی مین در نقش اوه یو نا
- کیم کیو جین در نقش نام بونگ وو
- کیم این ته در نقش پدر میونگ هی و وو جین
- پارک سون چون در نقش مادر سو جونک
- بیون جونگ سو در نقش لی بانگ جا

### حضور ویژه
- جسیکا گومز در نقش خودش (قسمت ۱)
- کانگ جی هوان در نقش خودش (قسمت ۶)
- چا یه ریون در نقش خودش (قسمت ۶)
- بادا در نقش خودش (قسمت ۶)
- اف تی آیلند در نقش خودشان (قسمت ۶)
- توانی‌وان در نقش خودشان (قسمت ۶)
- توپی‌ام در نقش خودشان (قسمت ۶)
- پارک سول می در نقش چوی ئه یونگ (قسمت ۷–۸)
- سو این-یونگ در نقش دیزاینر (قسمت ۱۱–۱۲)
- بیون جونگ سو